# Nordschwedisches Kaltblut
Das Nordschwedische Kaltblut ist ein sehr fleißiges kleines Zugpferd. Der Hals ist kurz und dick. Die Mähne ist sehr dicht und grob. Der Kopf wirkt viereckig. Die Schultern sind schräg, daher hat das Pferd ein gutes Galoppiervermögen. Das Pferd ist ungefähr 1,60 m groß und ist in allen Grundfarben anzutreffen.

## Geschichte
Das Nordschwedische Kaltblut geht auf die alten skandinavischen Landrassen zurück und ist nahe verwandt mit dem norwegischen Dölepferd. Diese Landrassen stammen, wie die meisten europäischen Rassen, von den gemeinen Waldpferden ab. Bis zum Ende des 18. Jahrhunderts gab es noch keine eingetragene Rasse und die Pferde, die Nordschweden genannt wurden, waren eine Mischung aus verschiedenen, importierten Rassen; sogar Vollblüter und leichteren Rassen waren eingekreuzt. Trotzdem war das Nordschwedische Kaltblut kurz davor auszusterben, weil es zu leicht für den Ackerbau war. Die verstärkte Einkreuzung von leichteren Kaltblutrassen sollte dem abhelfen, aber das brauchte Zeit. Mehrere Veterinäre gründeten darum einen Zuchtverein, um das Aussterben dieser Rasse zu verhindern. Das Ziel des Vereins war eine neue, einheimische Pferderasse mit den Nordschweden, die noch übrig waren, und verbesserten sie mit den norwegischen Dölepferden. Ab 1890 gab es nur noch Kreuzungen mit Dölepferden.
Die Reinzuchtarbeit begann während des 19. Jahrhunderts. Im Prämierungsreglement gab es zum ersten Mal eine Rassebeschreibung mit dem Namen "Nordsvenska hästen" (schwedisch: Nordschwedisches Pferd), welches im deutschen Nordschwedische Kaltblut heißt. Durch die Zuchtarbeit im 1903 gegründeten Gestüt Wången in der Provinz Jämtland, hat sich das Nordschwedische Kaltblut zu einem kompakten, sehr aktiven Pferd mit bemerkenswertem Zugvermögen entwickelt. Die Zucht dieser Rasse in Wången wurde 1996 eingestellt.
Damit entwickelte sich das Nordschwedische Kaltblut von einem alten Landpferd zu einem Ackerbaupferd und ist damit größer und schwerer als der Nordschwede.
1923 wurde ein großes Ackerbautreffen in Göteborg abgehalten, bei dem einige lokale Bauern ihre Nordschwedischen Kaltblüter vorgeführt haben, jedoch sahen alle Pferde verschiedene aus und hatten völlig verschiedene Charaktere; sie hatten also nichts gemeinsam. Da begann man einen Reichsumfassenden Zuchtverein für das Nordschwedische Kaltblut zu planen, der die Zucht einheitlicher und effektiver machen sollte. Man versammelte Pferdezüchter und Pferdebesitzer ganz Schwedens im August 1923 in Östersund und gründete den Verein "Föreningen Nordsvenska Hästen", also den Verein für Nordschwedische Kaltblüter.
1964 wurde die Rasse in zwei Typen unterteilt: in das Nordschwedische Arbeitspferd und den leichteren und schnelleren Trabertyp, den Nordschwedischen Traber.